# Inpop Records
Inpop Records é um selo cristão contemporâneo independente fundado em Franklin, Tennessee, E.U.A. Foi fundada  em  julho  de 1999 pelos australianos Peter Furler e Wes Campbell (ambos do Newsboys). O nome foi derivado da ideia de querer realçar os talentos de artistas populares cristãos internacionais.

## Artistas

### Atuais
- Jaci Velásquez
- Mat Kearney (USA)
- JJ Weeks Band
- Jimmy Needham (USA)
- Karyn Williams
- Newsboys (Austrália)
- The Advice
- Salvador
- Stellar Kart
- Tricia Brock

### Antigos
- Article One (Canadá)
- Everyday Sunday (USA)
- Newworldson (Canada)
- Paul Colman (Austrália)
- Petra (USA)
- Shane & Shane (USA)
- Superchick (USA)
- Tree63 (África do Sul)

## Ligações Externas
Cast Inpop Records